# Ctenuchidia butus
Ctenuchidia butus là một loài bướm đêm thuộc phân họ Arctiinae, họ Erebidae.